# 平戸郵便局
平戸郵便局（ひらどゆうびんきょく）は、長崎県平戸市にある郵便局。民営化前の分類では集配普通郵便局であった。

## 概要
住所：〒859-5199 長崎県平戸市築地町499-1
平戸市の中心街にある。

## 沿革
- 1872年（明治5年）旧8月 - 平戸郵便取扱所を木引田町に開設[1]。
- 1873年（明治6年） - 平戸郵便役所となる。
- 1875年（明治8年）1月1日 - 平戸郵便局（四等）となる。
- 1881年（明治14年）4月16日 - 為替取扱を開始。
- 1882年（明治15年） - 貯金取扱を開始。
- 1892年（明治25年）3月1日 - 宮の町に移転。平戸郵便電信局となる。
- 1903年（明治36年）4月1日 - 通信官署官制の施行に伴い平戸郵便局となる。
- 1965年（昭和40年）8月 - 局舎新築落成。
- 1992年（平成4年）3月15日 - 川内郵便局から集配業務を移管[2]。
- 2000年（平成12年）8月14日 - 外国通貨の両替および旅行小切手の売買に関する業務取扱を開始。
- 2007年（平成19年）10月1日 - 民営化に伴い、郵便局株式会社平戸郵便局となり、郵便事業平戸支店に業務の一部を移管する。
- 2012年（平成24年）10月1日 - 日本郵便株式会社発足に伴い、郵便事業平戸支店を平戸郵便局に統合。
- 2016年（平成28年）2月22日 - 田平郵便局から集配業務を移管。

## 取扱内容
- 郵便、印紙、ゆうパック、内容証明
- 貯金、為替、振替、振込、国際送金、国債、投資信託
- 生命保険、バイク自賠責保険、自動車保険
- ゆうちょ銀行ATM
- 平戸市内の一部地域の集配業務
- ゆうゆう窓口

## 周辺
- 平戸市役所
- 長崎県警平戸警察署
- 幸橋（オランダ橋）
- 平戸城（亀岡公園）
- 平戸市立平戸小学校
- 国道383号

## アクセス
- 西肥バス 平戸新町停留所下車すぐ
- 平戸港から徒歩約11分
- 駐車場あり：7台